# Бугай Юрій Миколайович
Юрій Миколайович Бугай (27 грудня 1947, Шахти — 21 травня 2003 Київ) — український науковець у галузі нафтогазової промисловості. Засновник та президент Міжнародного науково-технічного університету (1996—2003), академік Академії гірничих наук України, член-кореспондент Національної академії педагогічних наук України, дійсний член Міжнародної академії наук вищої школи, академік Української нафтогазової академії. Доктор технічних наук, професор, заслужений діяч науки і техніки України.

## Біографія
Народився 27 грудня 1941 року в місті Шахтах Ростовської області Росії. У 1970 році закінчив Азербайджанський інститут нафти та хімії. В 1977 році захистив кандидатську дисертацію, в 1987 році — докторську.
З 1979 року працював в Івано-Франківському інституті нафти та газу старшим викладачем, доцентом, завідувачем кафедри «Технології машинобудування», проректором з наукової роботи.
Працював у Київському політехнічному інституті доцентом, професором кафедри «Інструментального виробництва», завідувачем цієї кафедри. Згодом обіймав посади начальника Головного управління вищої освіти Мінвузу УРСР (з 1987 року); начальника відділу природних ресурсів України та їх оптимального використання Верховної Ради України (з 1992 року), першого заступника Міністра освіти України (з 1995 року). Був одним із співавторів першого Закону України «Про освіту», членом Урядової комісії з реформування вищої освіти.
У 1996 році заснував Міжнародний науково-технічний університет та став його першим президентом.

Могила Юрія Бугая

Жив у Києві. Помер у 55-річному віці 21 травня 2003 року. Похований в Києві на Байковому кладовищі (ділянка № 49б, 50°25′02.6″ пн. ш. 30°30′03.5″ сх. д. / 50.417389° пн. ш. 30.500972° сх. д.).

## Наукова діяльність
У галузі видобутку нафти і газу професор Ю. М. Бугай був автором низки принципово нових технологічних методів збільшення довговічності породоруйнівного устаткування, створення композиційних матеріалів з широким діапазоном регулювання диференційованих властивостей, фундаментальних розробок, що відносяться до кінетики і термодинаміки високотемпературних структурних перетворень у композиційних матеріалах, синтезу і формуванню метастабільних структур композиційних матеріалів з набором диференційованих властивостей, розробок системного підходу до проектування нових конструкцій і технологічних процесів. Основні наукові результати академіка Бугая знайшли відображення в більш як 522 публікаціях і статтях, у тому числі 1921 винаході, 80 наукових звітах, 44 методичних розробках, 33 монографіях, підручниках і навчальних посібниках.
Був членом Наукової ради «Нові процеси отримання та обробки металевих матеріалів» НАН України, членом двох спеціалізованих рад із захисту дисертацій, головою спеціалізованої ради із захисту докторських дисертацій, членом колегії Мінвузу та Міносвіти України, членом Урядової комісії з реформуваная системи вищої освіти в Україні. Ним підготовлені 31 кандидат і 3 доктори наук.

## Відзнаки, пам'ять
Нагороджений відзнакою «Відмінник освіти України» (2002), шістьма медалями та шістьма дипломами виставки досягнень народного господарства.
У 2000 році за Міжнародним рейтингом «Золота фортуна» нагороджений пам'ятною медаллю в номінації «За заслуги в розбудові економіки України». «За вагомий внесок у розвиток національної вищої школи України» нагороджений срібною ювілейною медаллю «10 років незалежності України» в номінації. Домінант альманаху «Золота книга української еліти». Дипломант Міжнародного конкурсу наукових робіт (Прага). Лауреат конкурсу «Innovative Excellence in Teachivg, I.earning, and Technology Awards» затвердженого 8 Національною конференцією США. Відзначений Подякою Київського міського голови.
У 2002 році нагороджений Хрестом пошани «За духовне відродження» за особистий внесок у розвиток вищих навчальних закладів України. За значний внесок у розбудову України, заслуги перед українським народом та Українською Православною Церквою і благодійну діяльність нагороджений Знаком ордена «Почесна медаль». Академією наук вищої школи Російської Федерації нагороджений орденом «За заслуги перед вищою школою».
У 2003 році Міжнародна корпорація соціального партнерства «Europe Business Assembly» (Оксфорд, Англія) за професійні досягнення в сучасному світі відзначила Ю. М. Бугая міжнародною нагородою «Лаври Слави». За особливий внесок в оздоровленні економіки України рішенням Експертної комісії Асамблеї ділових кіл України та журналу «Ділове життя» нагороджений медаллю «Ділова людина України».
Почесний громадянин Буенос-Айреса (Аргентина), Далласа, Арлингтона (штат Техас, США). Чотири його винаходи визнані найважливішими винаходами року.
Його ім'ям названо Міжнародний науково-технічний університет.